# 어둠의 저주
《어둠의 저주》(Darkness Falls)는 미국에서 제작된 조나단 리브스만 감독의 2003년 공포, 스릴러 영화이다. 차니 클레이 등이 주연으로 출연하였고 존 파사노 등이 제작에 참여하였다.

## 출연

### 주연
- 차니 클레이
- 엠마 콜필드

### 조연
- 리 코미
- 그랜트 피로
- 설리반 스탭플턴
- 스티브 모자키스
- 피터 커틴
- 케스티 모라시
- 존 스탠턴
- 앵거스 샘슨
- 조슈아 앤더슨
- 에밀리 브라우닝
- 레인 게스트
- 브루스 휴즈
- 로이 에드먼즈

## 기타
- 라인프로듀서: 아이린 돕슨
- 사운드디자인: 랜디 돔
- 미술: 조지 리들
- 세트: 레베카 코엔
- 의상: 애너 보게시
- 배역: 모라 페이
- 배역: 린 루스벤

## 같이 보기
- 이의 요정
- 야경증